# Giải vô địch bóng đá nữ U-19 châu Phi 2002
Giải vô địch bóng đá nữ U-19 châu Phi 2002 diễn ra từ ngày 3 tháng 8 năm 2001 đến 19 tháng 4 năm 2002. Đội vô địch U-19 Nigeria giành vé dự Giải vô địch bóng đá nữ U-19 thế giới 2002.

## Vòng một
| Đội 1                | TTS  | Đội 2     | Lượt đi | Lượt về |
| -------------------- | ---- | --------- | ------- | ------- |
| Malawi               | w/o  | Zambia    | —       | —       |
| Botswana             | w/o  | Zimbabwe  | —       | —       |
| Guinea Xích Đạo      | 0–3  | Trung Phi | 0–1     | 0–2     |
| Gambia               | w/o  | Maroc     | —       | —       |
| São Tomé và Príncipe | 1–10 | Mali      | 0–6     | 1–4     |
| Niger                | Miễn |           |         |         |
| Nigeria              | Miễn |           |         |         |
| Nam Phi              | Miễn |           |         |         |

## Tứ kết
| Đội 1     | TTS  | Đội 2    | Lượt đi | Lượt về |
| --------- | ---- | -------- | ------- | ------- |
| Zambia    | 2–4  | Nam Phi  | 0–1     | 2–3     |
| Trung Phi | w/o  | Zimbabwe | —       | —       |
| Niger     | w/o  | Maroc    | —       | —       |
| Mali      | 0–10 | Nigeria  | 0–6     | 0–4     |

## Bán kết
| Đội 1   | TTS | Đội 2     | Lượt đi | Lượt về |
| ------- | --- | --------- | ------- | ------- |
| Nigeria | w/o | Maroc     | —       | —       |
| Nam Phi | w/o | Trung Phi | 0–2     | —       |

## Chung kết
| Đội 1   | TTS | Đội 2   | Lượt đi | Lượt về |
| ------- | --- | ------- | ------- | ------- |
| Nigeria | 9–2 | Nam Phi | 6–0     | 3–2     |